# Josef Liboslav Ziegler
Josef Liboslav Ziegler (10. prosince 1782 Hradec Králové – 23. května 1846 Chrudim) byl český kněz, pedagog, básník, překladatel a vlastenecký spisovatel.

## Život
Narodil se v Hradci Králové, konkrétně v domě v ulici V Kopečku 85/9. Otec mu zemřel brzy a matka se znovu provdala do Chrudimi, proto se tam také stěhoval poprvé i malý Josef. V Hradci Králové díky přímluvě a finanční pomoci prefekta vystudoval gymnázium a byl už zde známý svým velikým zájmem o historii a literaturu. Poté začal se studiem filozofie a pak v Praze teologii na univerzitě. Souběžně navštěvoval přednášky české řeči a literatury a sám studoval slovanské jazyky. Studium zakončil 30. srpna 1806 vysvěcením za kněze.

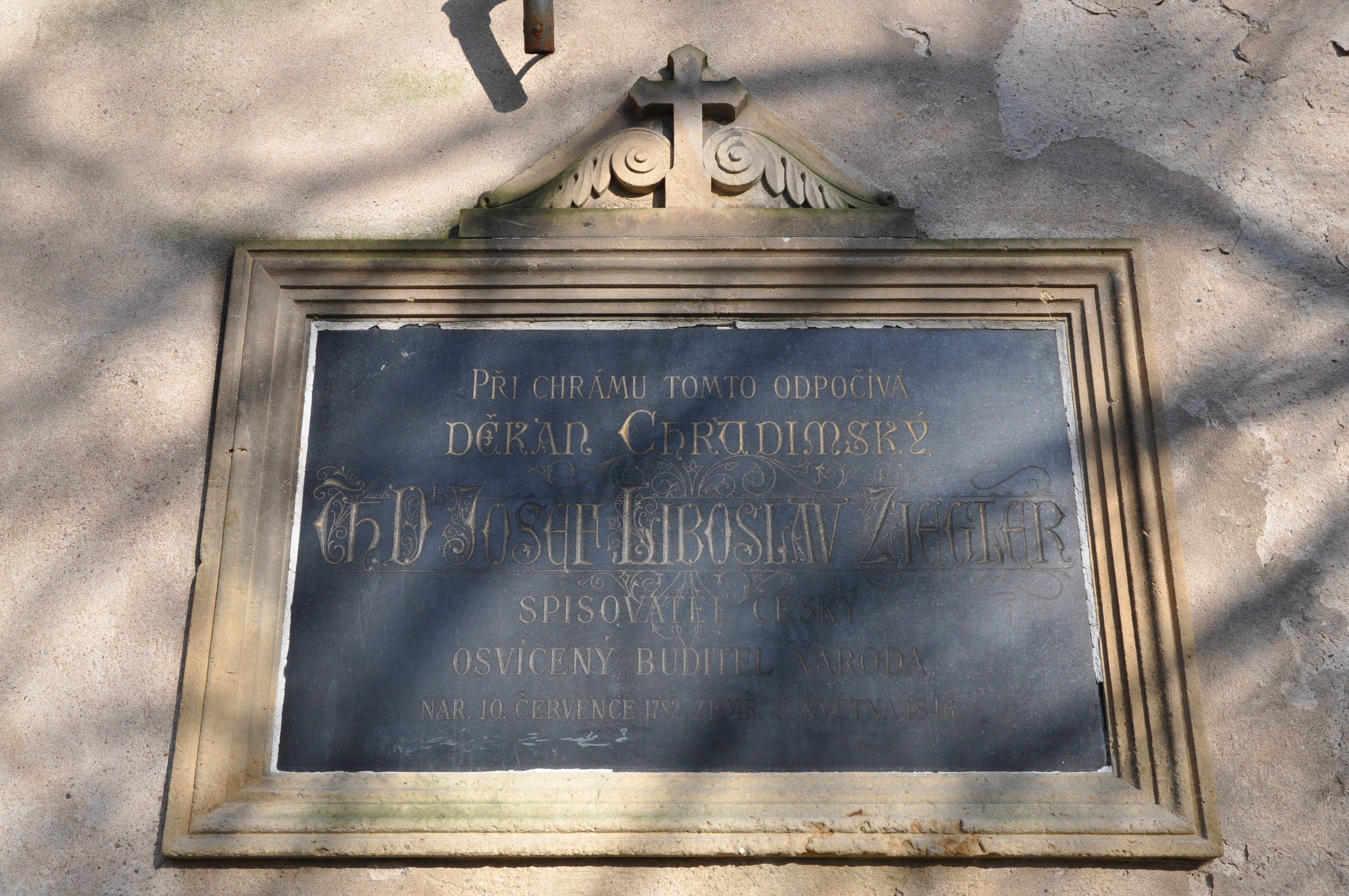
Náhrobek na kostele sv. Michaela v Chrudimi.

Kněžské působení začal jako kaplan v Dobrušce, kde se spřátelil s F. V. Hekem (známý později jako F. L. Věk od A. Jiráska), poté byl katolickým knězem v Českém Meziříčí, od roku 1809 až do roku 1817 působil jako kněz na faře v Dobřanech. Dobřanská fara se tak jeho zásluhou stala regionálním centrem obrozenectví, což připomíná i pamětní deska umístěná na budově fary (postavena r. 1776), která v podstatě v nezměněné podobě stojí na dobřanské návsi dosud. Období Zieglerova působení v Dobřanech popsal ve vzpomínkové skice Na dobřanské faře Alois Jirásek. Přátele z vlasteneckých kruhů přesvědčil, aby si přidávali ke svému jménu druhé, české (proto např. Magdalena Dobromila Rettigová) – zavedl tak tzv. vlastenecký křest. On sám šel příkladem a podepisoval se (starým pravopisem) Jozef Liboslaw Ziegler. I později pokračoval ve studiích a když složil úspěšně zkoušky, získal uvolněné místo profesora bohoslovectví na semináři v Hradci Králové. Seznámil se s řadou národních buditelů, půjčoval knížky, srovnával texty svatých písem vč. hebrejštiny, pustil se do antických překladů. Zaváděl zpěv českých písní na bohoslužbách. Od roku 1817 zahájil přednášky z jazyka českého a literatury na bohosloveckém semináři v Hradci Králové. Začal s publikováním gramatických příruček, rozvíjel osvětovou činnost, prosazoval vydávání i klasiky. V roce 1818 byl mezi zakládajícími členy Českého muzea a téhož roku získal doktorát z bohosloví. V letech 1820-1822 vydal v pražské arcibiskupské tiskárně několik čísel čísla sborníku Dobroslav – aneb rozličné spisy poučného i obveselujícího obsahu v řeči nevázané. V oblasti pedagogiky přispěl řízením časopisu Přítel mládeže a v semináři zřídil pro studenty českou knihovnu. Přispíval i do jiných tehdejších časopisů, almanachů Milozor a Milín.
ThDr. Josef Liboslav Ziegler byl roku 1826, tedy ve svých 44 letech, jmenován děkanem v Chrudimi místo zesnulého F. Urbana, proto z Hradce Králové odešel. Rodné město jej dodnes uvádí mezi význačnými rodáky. V Chrudimi setrval až do své smrti. V roce 1832 mu byl svěřen úřad vikáře a vrchního školního dozorce na Chrudimsku. Svěřené mu pedagogy vzdělával nejen v pedagogice, ale také v jazyce českém a historii českého národa. Překládal z latiny, psal historické články, věnoval se zeměpisu, filozofii, geologii a vydával různé náboženské spisy. Ale s magistrátem v Chrudimi nebyl zadobře, dokonce byl v tvrdém dlouholetém sporu o nadační jmění tzv. Talacovského dvora ve městě. Spor vyhrál. Přesto v novém působišti je znám jako zachránce Cereghettiho kroniky. Svou knihovnu ve své závěti odkázal Chrudimi, dnes je v Okresním muzeu. Nejmladší chrudimský park vznikl v roce 1894 na místě zrušeného hřbitova u kostela sv. Michaela, který byl uzavřen v roce 1881. Na průčelí hřbitovního kostela sv. Michala byla roku 1898 odhalena pamětní deska připomínající, že zde byl pohřben chrudimský děkan Josef Liboslav Ziegler, dnes je park pojmenován jeho jménem.

## Dílo
- Pedagogické a populární
  - Věrný raditel rodičů, dítek a učitelů (1824)
  - Dobroslaw. (4 svazky prací 1820-1822)
  - Umění kazatelské Jana Amose Komenského (1823)

- Církevní (mnoho drobných spisů)
  - Církevní pobožnost na Křížové dny (1818)